# Футбольная ассоциация Ирландии
Футбольная ассоциация Ирландии, сокращённо FAI или ФАИ (ирл. Cumann Peile na hÉireann, англ. Football Association of Ireland) — руководящий орган футбола в Ирландии. Не следует путать с Ирландской футбольной ассоциацией (IFA), представляющей Северную Ирландию.

## Структура
В состав Футбольной ассоциации Ирландии входят исполнительный комитет из пяти человек, подчиняющихся Президенту (Падди Маккоул), и административный отдел, работающий под руководством генерального секретаря (Джо Мёрфи). Сотрудники административного отдела получают постоянную зарплату. Действующий исполнительный директор — Джон Делэйни, чья зарплата составляет порядка 430 тысяч евро в год. Также существует Генеральный совет делегатов, участвующих в голосовании по разным вопросам на ежегодных встречах. В состав Генерального совета входят делегаты следующих футбольных ассоциаций:
- Ассоциации четырёх провинций Ирландии: делегаты от Ленстера, Манстера, Коннахта и Ольстера (только три графства, входящие в Республику Ирландия);
- Образовательные футбольные ассоциации: начальные и средние школы, университеты и колледжи
- Руководство юниорского футбола (Ирландская детская футбольная лига)
- Отдел женского футбола при Футбольной ассоциации Ирландии
- Судейский корпус
- Силы обороны Ирландии
- Отдел детского футбола при Футбольной ассоциации Ирландии

В 2005 году после публикации отчёта «Genesis II» по запросу Футбольной ассоциации в структуру были внесены изменения: в частности, реорганизована система футбольных лиг страны.

## Деятельность
Лига Ирландии была образована в 1921 году за три месяца до появления Футбольной ассоциации Ирландии и является вторым управляющим органом футбола в Ирландии: она руководит розыгрышем чемпионата Ирландии. Благодаря работе Футбольной ассоциации Ирландии и Лиге Ирландии был учреждён Кубок Ирландии по футболу, независимый от Кубка Англии и Кубка Шотландии. С 1974 года проводится Кубок ирландской лиги, второе кубковое соревнование в стране. Позже начались розыгрыши Юниорского кубка и Межрегионального кубка, где участвуют клубы, не соревнующиеся в лигах Ирландии. С 2005 года разыгрывается Кубок Сетанта между клубами Республики Ирландия и Северной Ирландии. Помимо этого, проводится первенство среди игроков не старше 19 лет, а с 2014 года разыгрывается и Суперкубок Ирландии по футболу (Кубок Президента Ирландии).
Футбольная ассоциация Ирландии отвечает также за организацию чемпионатов среди школ, а также проведение матчей с участием национальных сборных Ирландии — мужской и женской, в том числе и разных возрастных категорий. Она же отвечает и за участие национальной сборной в квалификационных турнирах на Олимпийские игры. С сезона 2015/2016 на официальном сайте Футбольной ассоциации Ирландии проводится активная кампания по привлечению в футбол молодёжи: с подачи разработчика сайта Шейна Данна из Бланчардстауна на сайте публикуются видео из дублинского Финикс-Парка и крытых футбольных арен.

## История

### Образование и отделение от ИФА
Футбольная ассоциация Ирландии образована в сентябре 1921 года Лигой Свободного Государства (Лигой Ирландии), появившейся в июне того же года, и Футбольной ассоциацией Ленстера, покинувшей Ирландскую футбольную ассоциацию так же в июне 1921 года. Это произошло в самый разгар споров о статусе Белфаста в Ирландской футбольной ассоциации, действовавшей в Белфасте с 1880 года как управляющий орган футбола на территории всего острова Ирландия, тогда ещё находившегося под юрисдикцией Великобритании и являвшегося неотъемлемой частью самой метрополии. Футбольная ассоциация Ленстера была образована в 1892 году и курировала проведение всех игр в Ленстере, за пределами Ольстера. В 1920 году все клубы Ирландской лиги, за исключением двух, находились в Ольстере, на территории современной Северной Ирландии. Это ярко показывало отсутствие баланса на острове и сосредоточение основных футбольных лидеров острова в северной части, и клубы с юга Ирландии не раз обвиняли Ирландскую футбольную ассоциацию в нежелании развивать спорт в других клубах, не являющихся профессиональными. Сама футбольная ассоциация была под давлением Гэльской атлетической ассоциации, которая запрещала не то что играть, но и смотреть футбол как чуждую ирландцам игру.
В годы Первой мировой войны Ирландская лига была упразднена и заменена региональными соревнованиями, что стало ещё одной предпосылкой для раскола территории. Белфастские клубы придерживались идеологии британского юнионизма, а клубы из Дублина симпатизировали ирландским националистам. Война за независимость Ирландии, шедшая в 1919—1921 годах, разрушила связи между северными и южными клубами. Апофеозом стало то, что в апреле 1921 года руководство Ирландской футбольной ассоциации потребовало переиграть полуфинал Ирландского кубка между клубам «Гленавон» и «Шелбурн» в Белфасте, а не в Дублине, вопреки предписаниям устава. Это стало последней каплей для жителей юга Ирландии.
Оба органа выдвигали претензии на право представлять интересы всего острова в ФИФА, которые обострились после образования Ирландского свободного государства, однако при этом раскола в организациях, заведовавших другими видами спорта, не наблюдалось (в том числе в Ирландском регбийном союзе). Манстерская футбольная ассоциация, в развитии которой большую роль играли полки Британской армии, в начале Первой мировой войны утратила своё влияние и была расформирована, а восстановили её только в 1922 году уже как часть ФАИ. Фоллз Лига, штаб которой находился на Фоллз-Роуд в Западном Белфасте, оплоте националистов, подчинялась ФАИ, а в 1923 году клуб «Олтон Юнайтед» из Западного Белфаста выиграл Кубок Ирландии.
В 1923 году Футбольная ассоциация Ирландии подала заявку на вступление в ФИФА, но ей предоставили членство только под именем FAIFS (англ. Football Association of the Irish Free State — Футбольная Ассоциация Ирландского Свободного Государства), а в юрисдикцию вошли только 26 графств Ирландии (это положение сохранилось и по сей день, единственным исключением стал клуб Дерри Сити, выступающий с 1985 года в Ирландии). Попытки объединения двух ассоциаций не прекращались: в том же году ФАИФС предложила сделать ИФА автономной в своём составе, однако получила отказ. Через год в Ливерпуле состоялась ещё одна встреча по инициативе Футбольной ассоциации Англии, где почти удалось достичь договорённости, однако ИФА настаивала на том, что бы председатель комитета сборной был из её рядов. В 1932 году на встрече договорились и об этом, однако ФАИФС потребовала одно из двух мест ИФА в Международном совете футбольных ассоциаций. В 1973—1980 годах состоялись ещё несколько встреч представителей ИФА и ФАИ в годы политического конфликта.
Ирландская футбольная ассоциация не собиралась отказываться от включения игроков из Ирландского свободного государства в свою национальную сборную. С 1936 года Футбольная ассоциация Ирландии утвердила своё официальное наименование согласно принятой Конституции Ирландии и стала включать игроков из Северной Ирландии в свою сборную, основываясь на статьях 2 и 3 национальной Конституции, по которой суверенитет Ирландии распространялся и на северные шесть графств. За сборную всего острова Ирландии и сборную Республики Ирландия успели сыграть многие игроки, однако подобная практика прекратилась в 1946 году после вступления Ирландской футбольной ассоциации в ФИФА (из ФИФА она ушла в 1920 году). В 1950 году аналогично Северная Ирландия прекратила включать игроков с юга острова в свою сборную, так как Республика Ирландия пожаловалась в ФИФА.

#### Краткое содержание
- 1880 год: основана Ирландская футбольная ассоциация, представляющая всю Ирландию (центр — Белфаст) в 1880—1950 годах
- 1921 год: основана Футбольная ассоциация Ирландии, представляющая Ирландское свободное государство (в 1936—1946 годах — всю Ирландию)
- 1936 год: Футбольная ассоциация Ирландии начинает приглашать игроков из Северной Ирландии в свою сборную
- 1946 год: ФАИ отказывается от приглашения игроков из ИФА, отныне её влияние распространяется только на Республику Ирландия
- 1950 год: ИФА отказывается от приглашения игроков из ФАИ, отныне её влияние распространяется только на Северную Ирландию

### Дальнейшее развитие футбола в стране
Очень долгое время центром развития футбола был только Дублин, популярен футбол был разве что в нескольких провинциальных городах. Где-то команды организовывались благодаря усилиям Британской армии, вследствие чего о футболе презрительно отзывались как о «гарнизонной игре». В подавляющем большинстве школ играли в гэльские национальные игры или в регби. С конца 1960-х годов развитие футбола снова пошло вверх: в 1966 году министр образования Ирландии Доног О'Малли утвердил новую программу государственных школ с футбольными полями и командами. Гэльская атлетическая ассоциация отменила запрет на занятие неирландскими видами спорта для своих членов в 1971 году, а телерадиокомпания Radio Telefís Éireann и британские телеканалы стали транслировать футбольные матчи. С 1980-х годов финансирование ФАИ увеличилось многократно.

### История с 1988 года

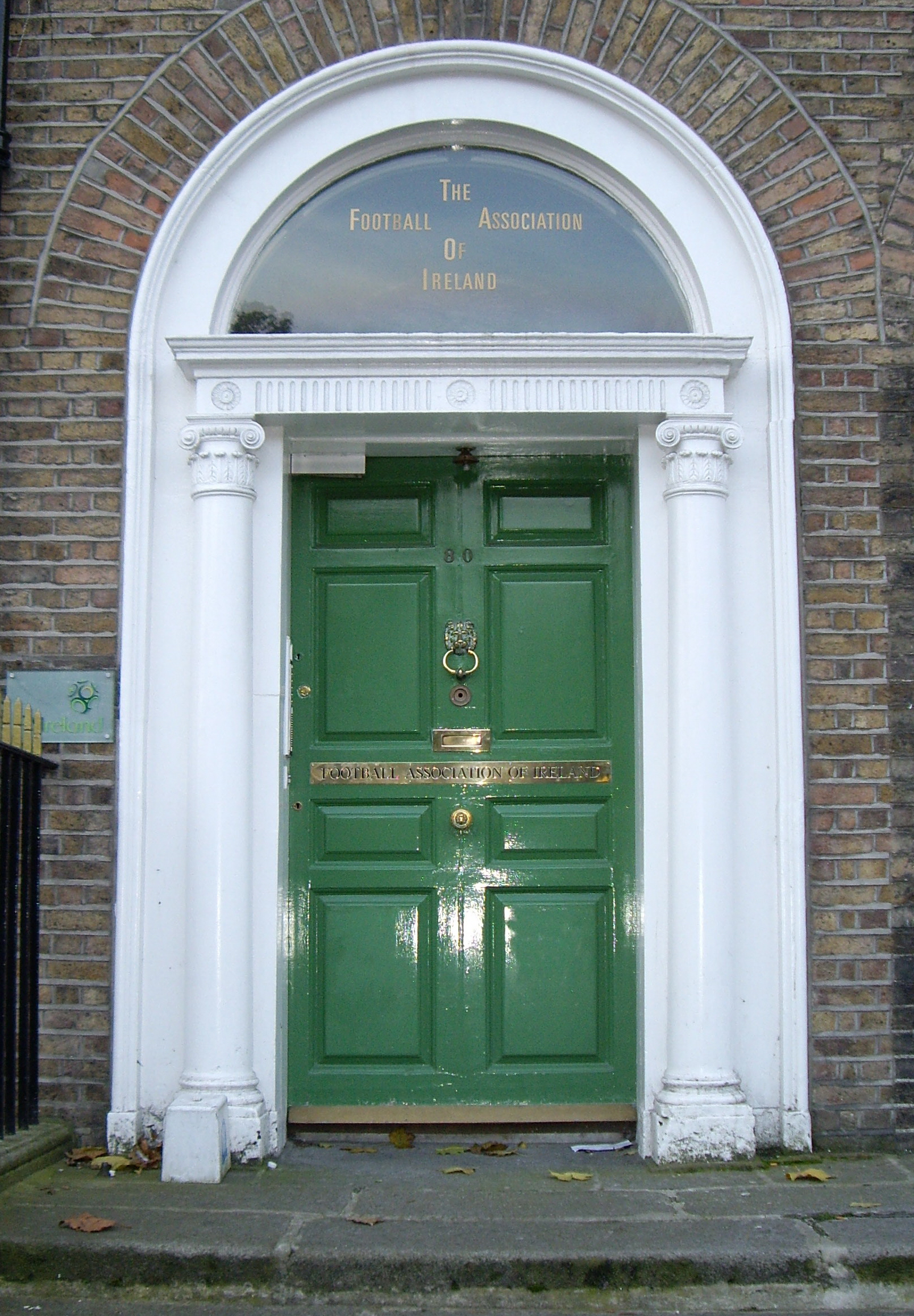
Вход в здание на Меррион-сквер, которое до 2007 года было центром Футбольной ассоциации Ирландии

Однако расширившееся освещение дел ирландского футбола в СМИ выявило серию недостатков в работе Футбольной ассоциации, в том числе и отсутствие профессионализма. В январе 1999 года ФАИ анонсировала строительство стадиона «Эйрком Парк» (по названию спонсора, телекоммуникационной компании Eircom). Ожидалось, что будет возведён стадион вместимостью 45 тысяч зрителей в Ситиуэст, внешне напоминавший бы Гелредом из голландского Арнема. Однако предполагаемая стоимость строительства стадиона была занижена чиновниками ФАИ, которые рассчитывали также проводить множество и других мероприятий на стадионе (до 57 культурных мероприятий) в год. Проект был закрыт в марте 2001 года, а вскоре провалился ещё один похожий проект — стадиона «Ирландия» предполагаемой вместимостью 65 тысяч зрителей, который можно было бы построить на государственные средства в Эбботстауне, однако его реализация сорвалась из-за отсутствия какой-либо поддержки.
Незадолго до старта чемпионата мира в Корее и Японии сборная Ирландии понесла серьёзную потерю: капитан сборной Рой Кин самовольно покинул расположение сборной и улетел домой, возмутившись тем, как шла подготовка сборной к товарищеским матчам. В Ирландии мнения по поводу поступка Кина разделились, а ФАИ запросила отчёт от консультационной компании Genesis о подготовке сборной к чемпионату мира. В документе, известном под именем «Отчёт Genesis» (англ. Genesis Report), содержалась разгромная критика в адрес ФАИ, где процветали коррупция и кронизм. Итоговый документ не был на законных основаниях опубликован, и по большому счёту руководство ФАИ проигнорировало его. ФАИ составила собственный отчёт под названием «Genesis II» с соответствующими рекомендациями.
В 2002 году ФАИ заключила сделку с телекомпанией British Sky Broadcasting, продав ей права на показ матчей сборной Ирландии и внутреннего чемпионата по спутниковым телеканалам. При этом опрос общественного мнения показывал, что зрители хотели смотреть матчи сборной не по более рейтинговым каналам Sky, а по телеканалам государственного вещателя RTÉ. А поскольку правительство Ирландии не собиралось оказывать какую-то помощь ФАИ в этой сделке, то руководство ассоциации вынуждено было принять предложение RTÉ. В том же году Ирландия и Шотландия вместе подали заявку на проведение чемпионата Европы 2008 года, но проиграли заявке Австрии и Швейцарии.
В сентябре 2006 года генеральный секретарь УЕФА Ларс-Кристер Ольссон раскритиковал инициативу о проведении в 2010 году финала Кубка УЕФА (позднее Лиги Европы) на дублинском стадионе Лэнсдаун Роуд, принадлежащем Ирландскому регбийному союзу и проведении в 2011 году молодёжного чемпионата Европы в Ирландии и Северной Ирландии. В итоге финал Лиги Европы в 2010 году прошёл на гамбургском стадионе «ХСХ Нордбанк Арена», но Ирландия получила право принять финал Лиги Европы УЕФА 2011 года уже на новой арене «Авива Стэдиум». В августе 2010 года представитель ФАИ пообещал выплатить задолженность «Авива Стэдиум» в размере 46 млн евро, несмотря на плохие продажи билетов.
С ноября 2007 года штаб ФАИ находится в Эбботстауне в Ирландском спортивном корпусе (Sports Campus Ireland). До этого на протяжении почти 70 лет офис футбольного руководства находился в доме 80 на Меррион-сквер, который затем был продан за 6 или 9 млн евро (по разным оценкам).

## Руководство
| Должность               | Имя              | Срок пребывания |
| ----------------------- | ---------------- | --------------- |
| Генеральный секретарь   | Джек Райдер      | 1921–1935*      |
| Генеральный секретарь   | Джо Уикэм        | 1936–1968       |
| Генеральный секретарь   | Питер О'Дрисколл | 1968–1988       |
| Генеральный секретарь   | Тони О'Нил       | 1988–1990       |
| Генеральный секретарь   | Шон Коннолли     | 1990–1996       |
| Исполнительный директор | Бернард О'Бирн   | 1997–2001       |
| Исполнительный директор | Брендан Ментон   | 2001–2003       |
| Исполнительный директор | Фрэн Руни        | 2003–2004       |
| Исполнительный директор | Джон Делэйни     | 2004–2019**     |
| Исполнительный директор | Джонатан Хилл    | 2020–н. в.***   |

```
*Первый штатный секретарь начиная с 1928 года, Райдер умер в ноябре 1935 года.

**Делэйни был временным генеральным директором (
CEO
) с 2004 по 2006 год.

***Главный операционный директор (
COO
) Ри Уолш заменила Делэйни на посту временного генерального директора, Джон Фоули должен был быть назначен генеральным директором, но ушёл, затем временным генеральным директором стал Пол Кук, позже его сменил Гэри Оуэнс, работавший в должности до назначения Джонатана Хилла
[
28
]
[
29
]
.
```

## Управление
Структура Футбольной ассоциации Ирландии делится собственно на Совет ФАИ, Совет управления и Комитеты, и Административный отдел. В Совет ФАИ входят 60 человек: он избирает Президента ФАИ, часть членов комитета и принимает важнейшие решения. В Совет управления входят 11 человек: президент, вице-президент, почётный секретарь, почётный казначей, исполнительный директор и ещё шесть председателей департаментов. Почётный секретарь представляет финансовый комитет вместо его председателя. Частично члены комитетов избираются Советом, частично выдвигаются исполнительным директором, президентом и Советом представителей.
| Должность                                                  | Имя               |
| ---------------------------------------------------------- | ----------------- |
| Президент                                                  | Тони Фитцджеральд |
| Вице-президент                                             | Донал Конуэй      |
| Почётный секретарь                                         | Майкл Коди        |
| Почётный казначей                                          | Эдди Мюррей       |
| Исполнительный директор                                    | Вакансия          |
| Председатель департамента сборных                          | Майло Коркоран    |
| Председатель департамента внутренних дел                   | Джим Макконнелл   |
| Председатель Лиги Ирландии                                 | Имон Ноутон       |
| Председатель законодательного департамента                 | Патрик Тринор     |
| Председатель департамента молодёжного и юношеского футбола | Джон Эрли         |
| Председатель департамента женского футбола                 | Найам О'Донохью   |